# Sèvres-Anxaumont
Sèvres-Anxaumont – miejscowość i gmina we Francji, w regionie Nowa Akwitania, w departamencie Vienne.
Według danych na rok 1990 gminę zamieszkiwało 1 601 osób, a gęstość zaludnienia wynosiła 103 osoby/km² (wśród 1467 gmin regionu Poitou-Charentes, Sèvres-Anxaumont plasuje się na 176. miejscu pod względem liczby ludności, natomiast pod względem powierzchni na miejscu 557.).